# بنیاد نیشابور
سازمان پژوهش فرهنگ ایران بنام بنیاد نیشابور در دیماه ۱۳۵۸ پس از انقلاب اسلامی، در تهران تأسیس شد. بنیان‌گذار و مدیر کنونی آن فریدون جنیدی است که در آن کلاس‌های شاهنامه خوانی برگزار و زبان‌های باستانی رایگان آموزش داده می‌شود. نشر بلخ متعلق به بنیاد نیشابور است.